# Ayvalıpınar, Sütçüler
Ayvalıpınar là một thị trấn thuộc huyện Sütçüler, tỉnh Isparta, Thổ Nhĩ Kỳ. Dân số thời điểm năm 2011 là 766 người.